# Vicovu de Sus
Vicovu de Sus (pronunciació en romanès: [ˌVikovu de ˈsus]; en alemany: Ober Wikow) és una ciutat del nord del comtat de Suceava, a la frontera amb Ucraïna. Es troba a la regió històrica de Bucovina. La ciutat administra un poble, Bivolărie.

## Història
La ciutat la va comprar Ștefan cel Mare, per la seva proximitat amb el monestir de Putna l'any 1466. La localitat, anteriorment comuna rural, va rebre la condició de ciutat el 2004.

## Fills il·lustres
- Daniil Sihastrul
- Ion Nistor
- Aurel Onciul

## Demografia
Segons el cens del 2011, hi havia una població total de 13.053 persones a la ciutat. D'aquesta població, el 94,7% eren romanesos d' ètnia i el 5% romanes d' ètnia. El 76,7% eren ortodoxos romanesos, el 20,9% pentecostals i el 2% baptista.